# 吉米·鄧肯
吉米·鄧肯（Jimmy Duncan；1947年7月21日—）是美國的一位政治人物。

## 生平
自1988年開始，他是田納西州第8選舉區選出的美國眾議院議員。他的黨籍是共和黨。鄧肯曾經在1970年至1987年在美國軍隊服役。